# Іттоккортоорміут

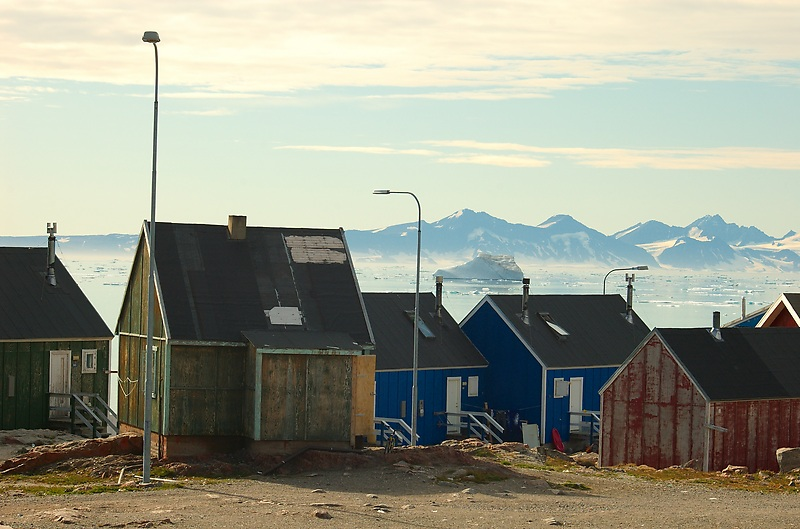
Скоресбісунд

Іттоккортоорміут (східн.-ґренл. Illoqqortoormiut, станд. гренл. Ittoqqortoormiit МФА: [itːoqːɔʁtɔːʁmi?t] Іттоккортоормііт; дан. Scoresbysund Скорсбісунн) — місто на сході Ґренландії в комуні Сермерсоок, центр колишньої комуни Іттоккортоорміут, скасованої в 2009 році.

## Географія
Іттоккортоорміут — одне із найвіддаленіших міст Ґренландії — добратися до нього можна лише літаком (двічі на тиждень із Констебль Пінт, Ісландія), потім вертольотом або човном — кілька місяців на рік. Місто розташоване біля устя фіорду Кангертіттівак (дан. Scoresby Sund — Скорсбісунн) — 70°31′ пн. ш. 22°00′ зх. д. / 70.517° пн. ш. 22.000° зх. д.. Данська назва Скорсбісунн походить від імені шотландського дослідника й китобоя Вільяма Скорсбі, котрий наніс регіон на карту в 1822 р., ескімоська назва Іттоккортоорміут означає «Великий Будинок».
Комуна Іттоккортоорміут займала площу 235.000 км², межувала на півдні з Аммассаліком, а на півночі з Північно-Східним Ґренландським національним парком. У січні 2008 року населення комуни становило 513 осіб. Фауна багата полярними ведмедями, вівцебиками й тюленями.
Фіорд Скорсбісунн є найбільшим фіордом у світі — його довжина досягає 350 км, глибина — 1500 м, найбільший острів фіорду — Мілн. Координати фіорду — 70°29′7″ пн. ш. 21°58′0″ зх. д. / 70.48528° пн. ш. 21.96667° зх. д..

## Історія

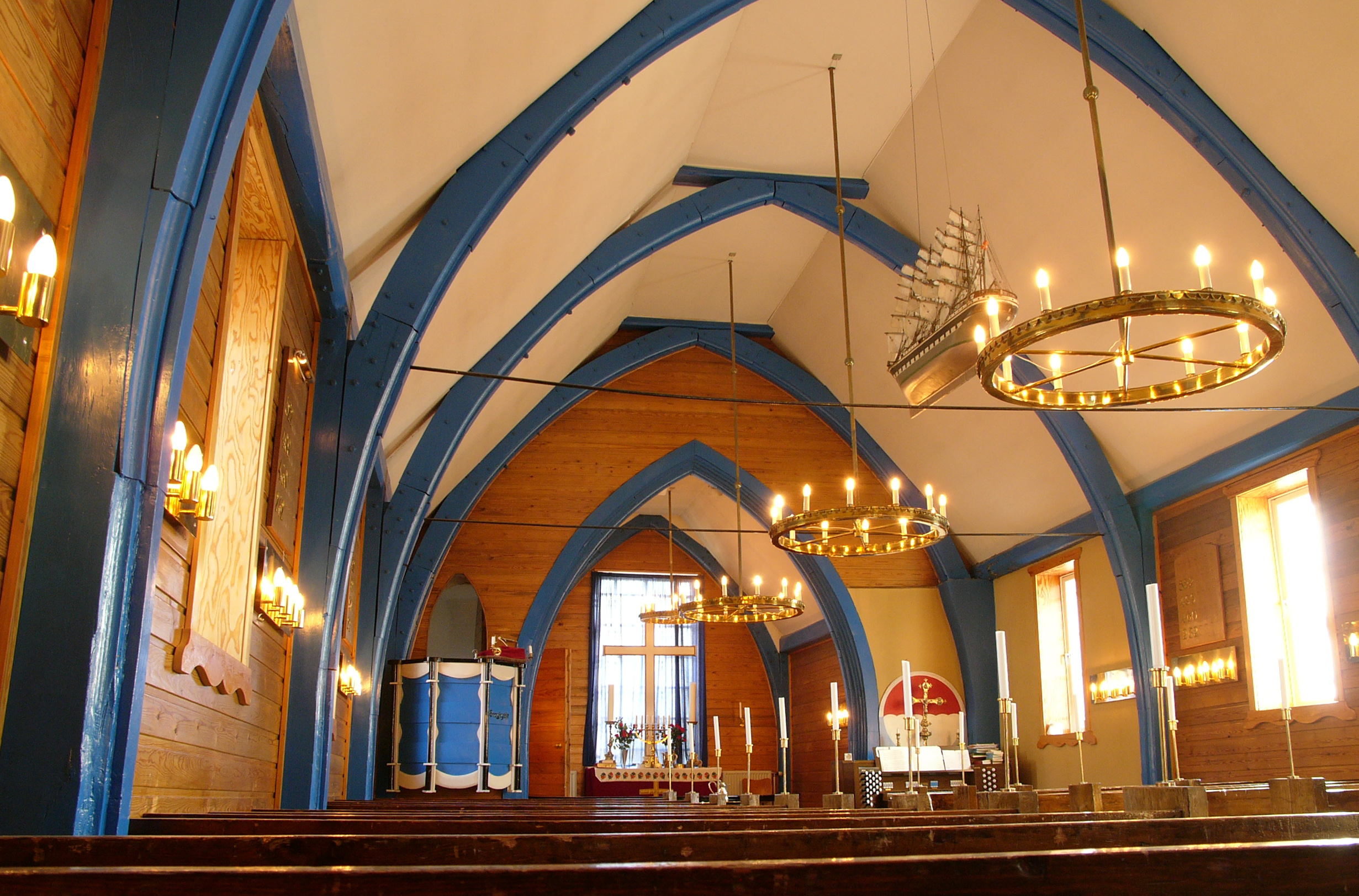
Усередині церкви Іттоккортоормііта

Містечко було засноване в 1925 р. Ейнаром Міккельсеном та ще сімдесятьма поселенцями з корабля «Густав Гольм». Це було наслідком зростання цікавості Норвегії до регіону Східної Ґренландії. Водночас це повинно було допомогти жителям Тасілака, де життєві умови погіршилися, і звідки жителі більш-менш добровільно були переселені. На новому місці їх чекали багаті мисливські угіддя з тюленями, моржами, нарвалами, полярними ведмедями і песцями.
Разом у тим, у цьому регіоні проживало також і інуїтське населення, про що свідчать руїни й інші археологічні знахідки.

## Економіка

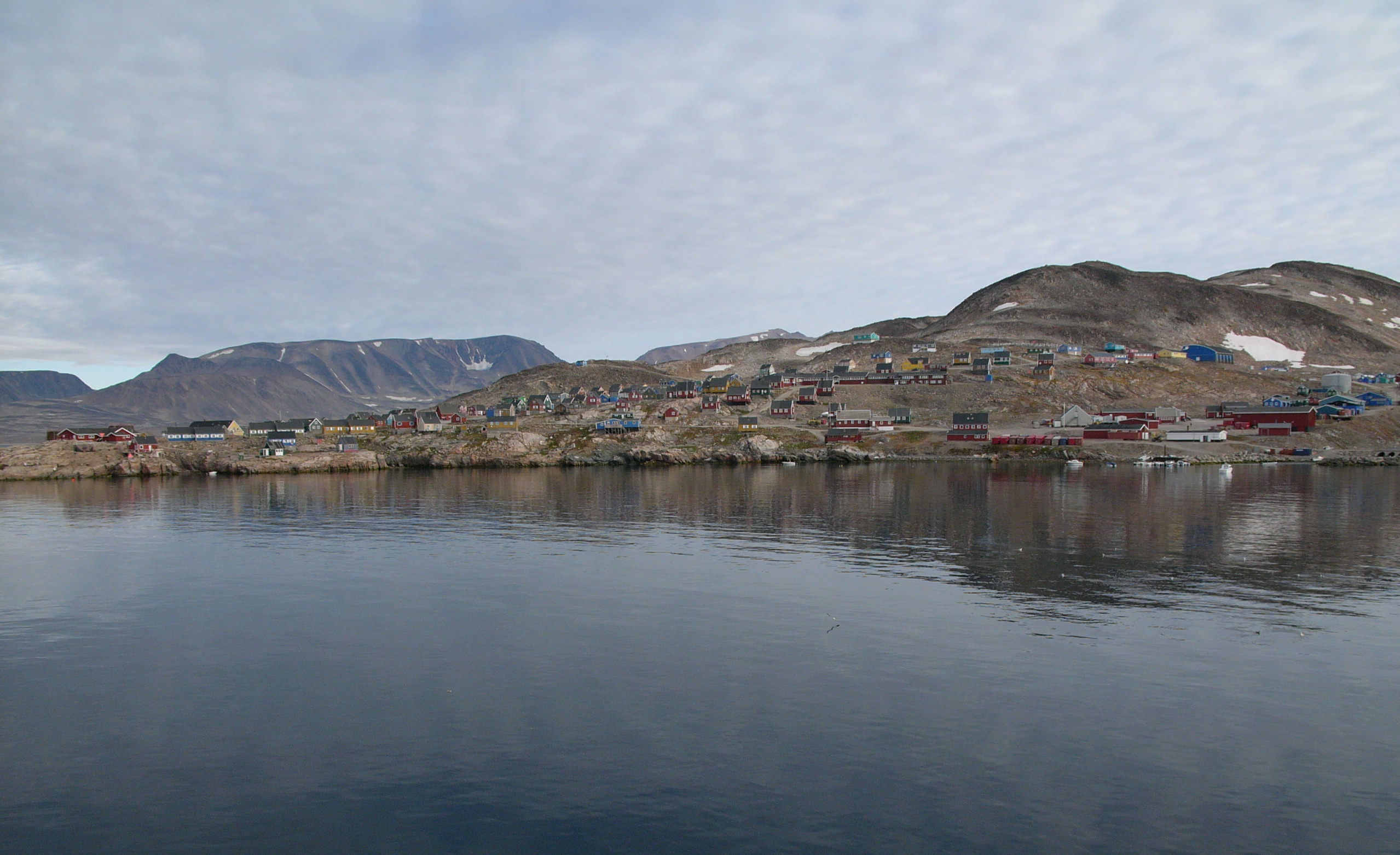
Прибережжя Іттоккортоормііта

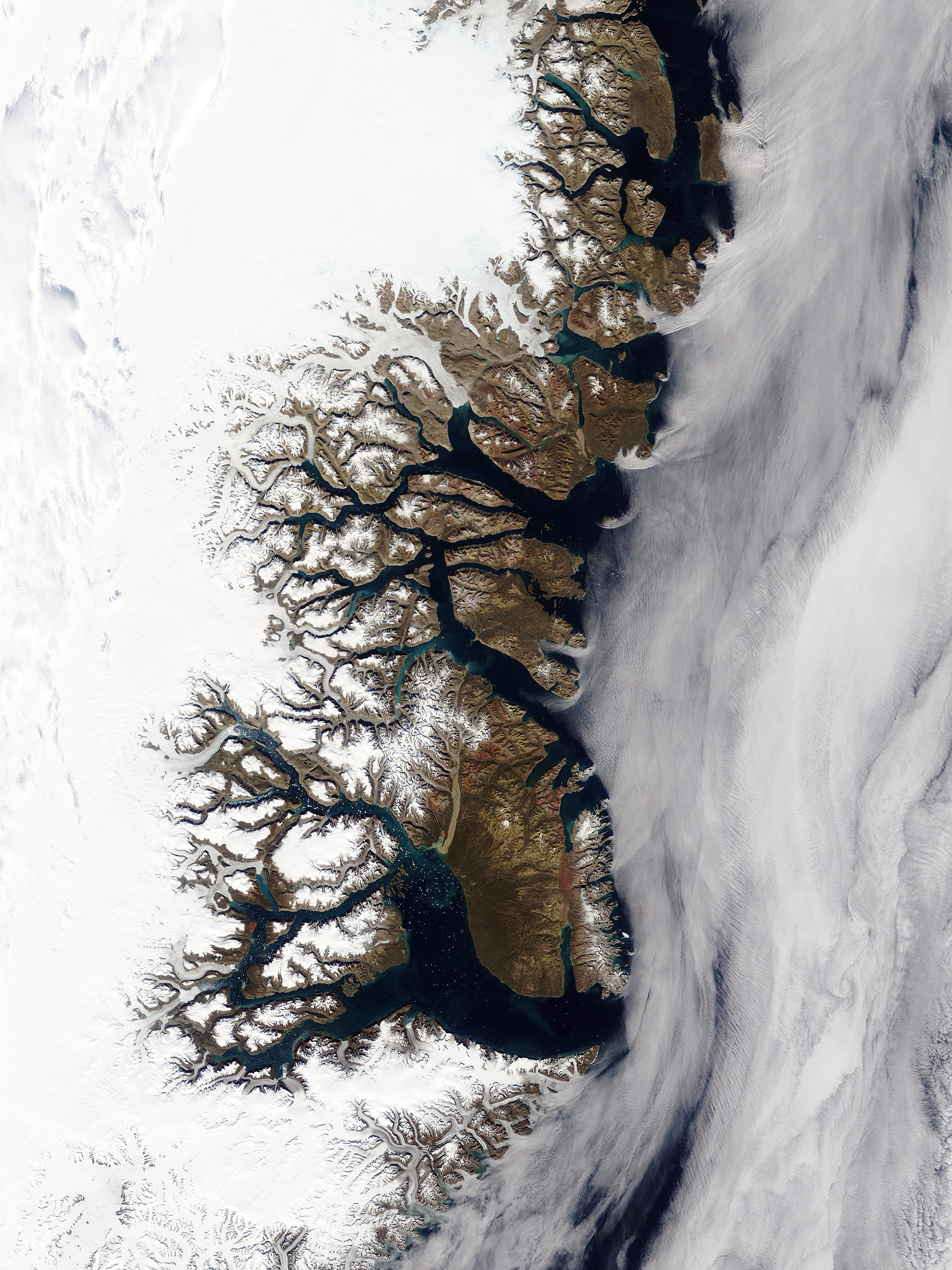
Фйорд Скоресбісунд із космосу. Іттоккортоорміут розташований біля його гирла.

Місцеві мисливці поколіннями жили полюванням на ведмедів і китів, що дотепер залишається важливим культурно-економічним фактором у регіоні. М'ясо й інші тваринні продукти становлять основу господарства мисливських родин. Дохід складається з торгівлі цими продуктами, але при цьому він залишається сезонним і змінним. Поблизу Іттоккортоорміута знаходяться великі популяції палтуса й креветок, але наявність пакового льоду не дає змоги видобувати їх протягом цілого року, тому рибальство тут ніколи не було широко розвинене.
Останнім часом зростає роль туризму.